# Viacamp y Litera
Viacamp y Litera (katalanisch Viacamp i Lliterá) ist eine katalanischsprachige, der Franja de Aragón zugehörige Gemeinde in der Provinz Huesca der Autonomen Gemeinschaft Aragonien in Spanien. Sie liegt im Süden der Comarca Ribagorza. 

## Gemeindegebiet
Die Gemeinde umfasst die Ortschaften:
- Viacamp
- Litera
- Chiriveta
- Estall
- Fet
- Finestras
- Montfalcó
- Mongay

## Bevölkerungsentwicklung
| 1991 | 1996 | 2001 | 2004 |
| ---- | ---- | ---- | ---- |
| 41   | 32   | 36   | 26   |

## Sehenswürdigkeiten
- Höhenburg Girbeta
- San Antonio de la Cerulla
- Sant Esteve in Viacamp
- Romanische Kirche Nuestra Señora del Congost
- Santa María in Estall
- Einsiedelei Verge d'Obac in Viacamp
- Sant Marc in Finestres
- Sant Miquel in Fet

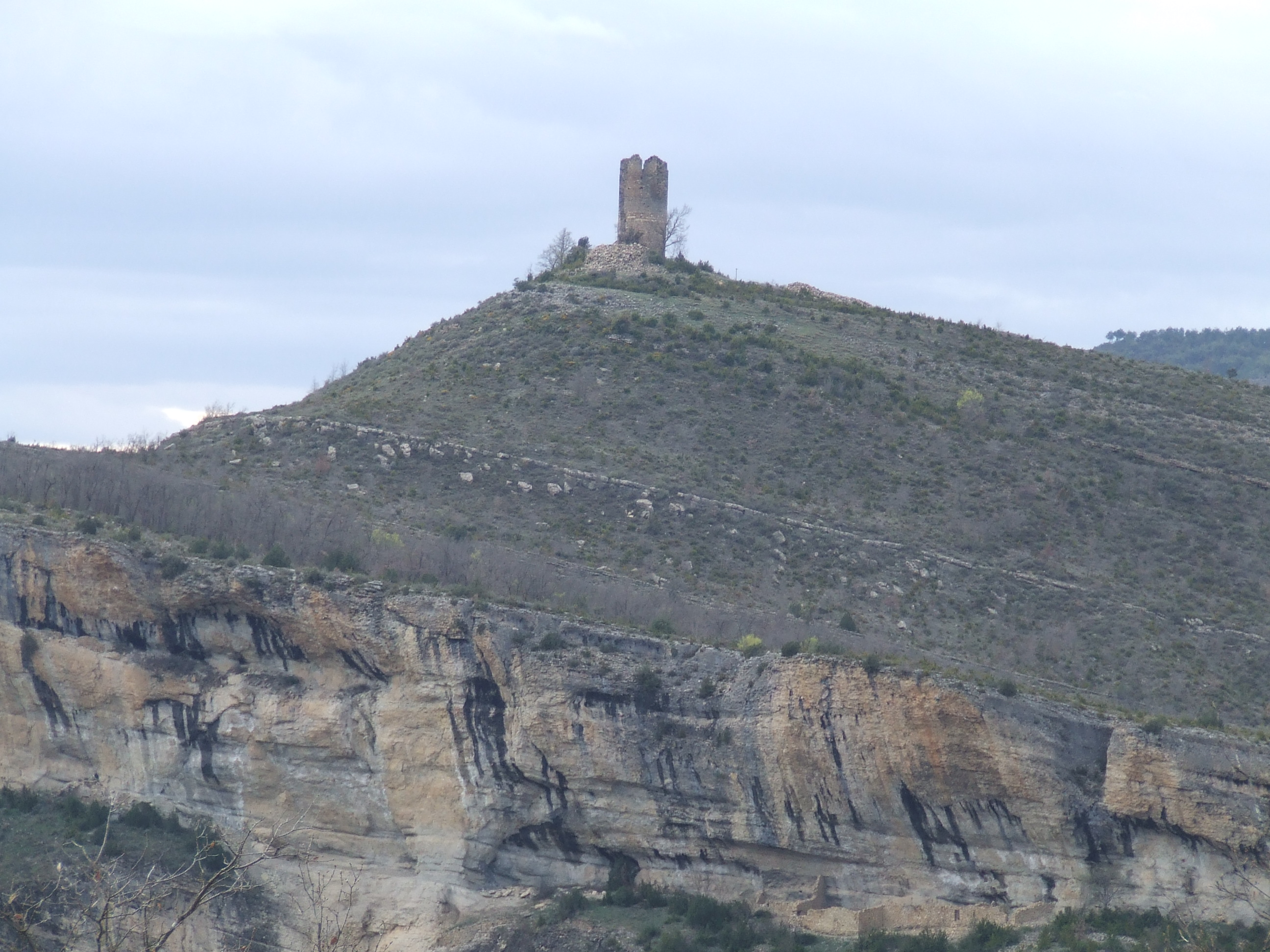
Turm der Burg Girbeta
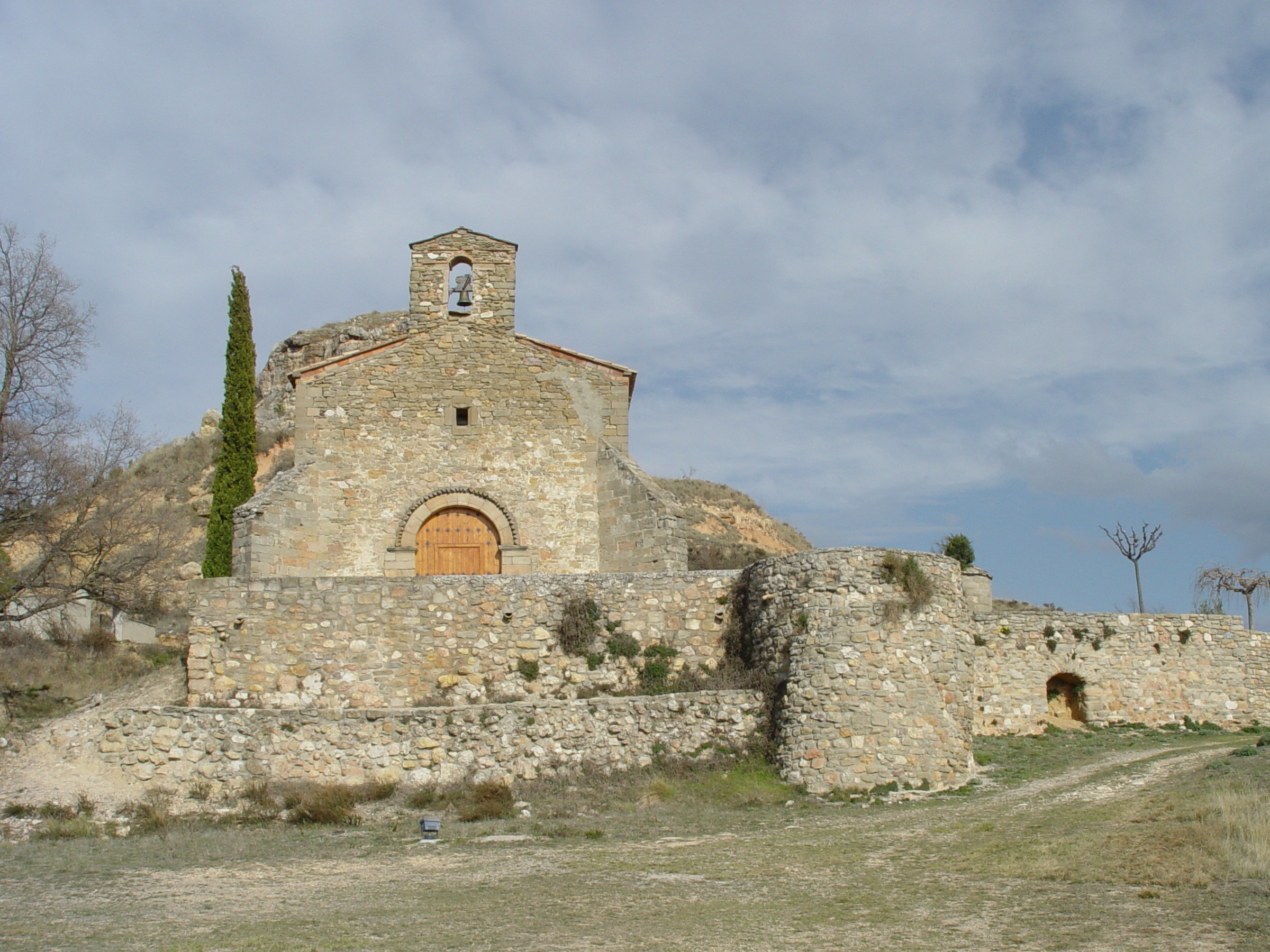
Einsiedelei der Jungfrau von Obac
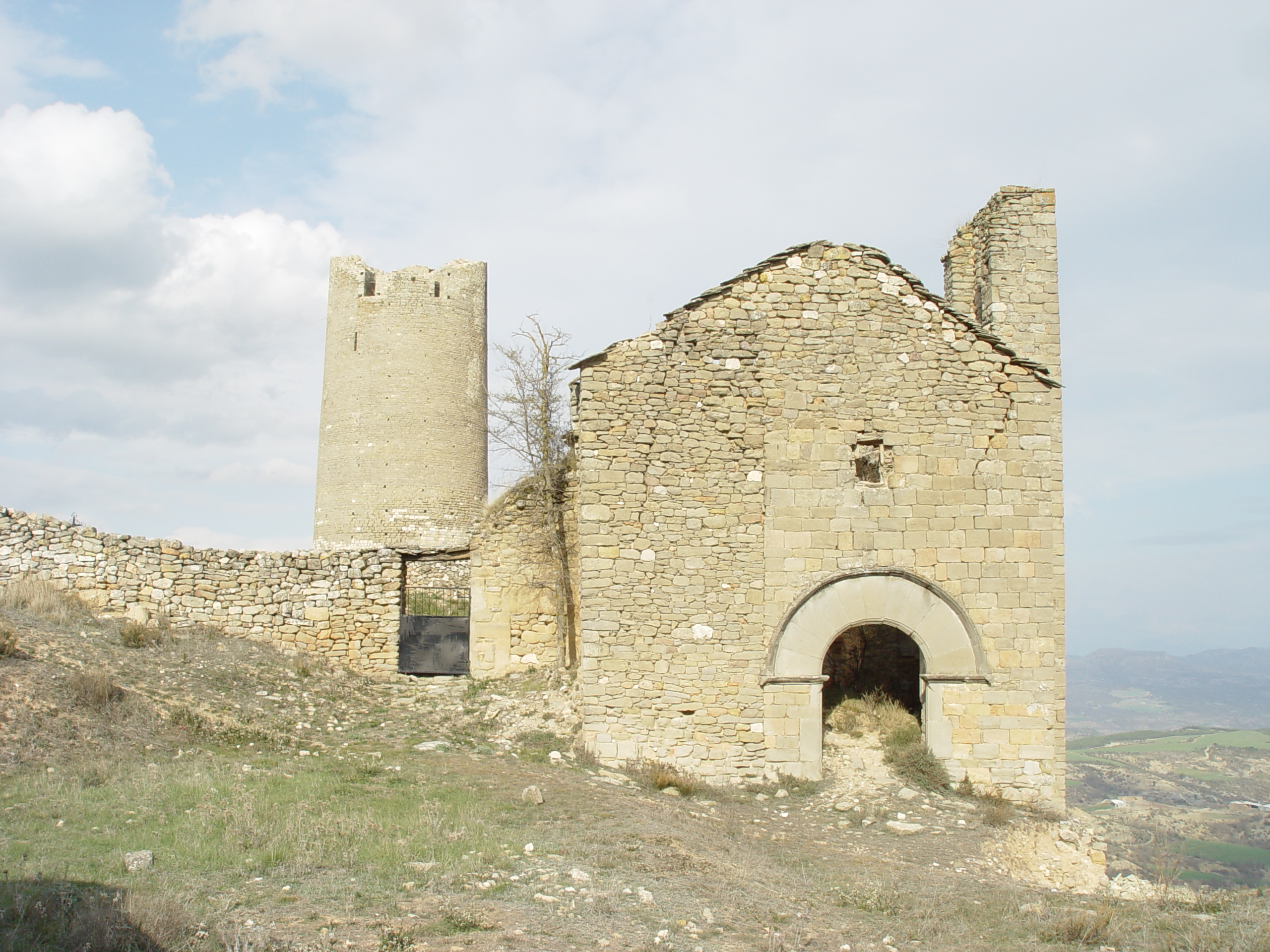
Kirche von Viacamp